# Dennis Lens
Dennis Lens (* 25. September 1977 in Heemskerk) ist ein niederländischer Badmintonspieler.

## Karriere
Dennis Lens nahm 2000 im Herrendoppel an Olympia teil. Er verlor dabei gleich in Runde eins und wurde somit 17. in der Endabrechnung. Im Jahr zuvor hatte er die Bitburger Open gewonnen. In den Niederlanden wurde er mehrfach nationaler Meister. Mit dem VfB Friedrichshafen gewann er als Legionär Silber und Bronze bei Deutschen Mannschaftsmeisterschaften.

## Sportliche Erfolge
| Saison    | Veranstaltung                                   | Disziplin    | Platz | Name |
| --------- | ----------------------------------------------- | ------------ | ----- | --- |
| 1995      | Junioren-Europameisterschaft                    | Herreneinzel | 3     | Dennis Lens |
| 1995      | Niederlande: Einzelmeisterschaften der Junioren | Herrendoppel | 1     | Arno de Jong / Dennis Lens |
| 1997      | Niederlande: Einzelmeisterschaften              | Herrendoppel | 1     | Quinten van Dalm / Dennis Lens |
| 1998      | Niederlande: Einzelmeisterschaften              | Herrendoppel | 1     | Quinten van Dalm / Dennis Lens |
| 1999      | Bitburger Open                                  | Herrendoppel | 1     | Quinten van Dalm / Dennis Lens |
| 1999      | Niederlande: Einzelmeisterschaften              | Herrendoppel | 1     | Quinten van Dalm / Dennis Lens |
| 2000      | Niederlande: Einzelmeisterschaften              | Herrendoppel | 1     | Quinten van Dalm / Dennis Lens |
| 2000      | Thailand Open                                   | Herrendoppel | 5     | Quinten Van Dalm / Dennis Lens |
| 2000/2001 | Deutsche Mannschaftsmeisterschaft               | Mannschaft   | 2     | VfB Friedrichshafen (Niels Christian Kaldau, Xu Huaiwen, Lars Paaske, Nicol Pitro, Björn Siegemund, Claudia Vogelgsang, Ingo Kindervater, Bettina Mayer, Dennis Lens, Michael Fuchs, Peter Weinert, Falko Schmidt) |
| 2001      | Niederlande: Einzelmeisterschaften              | Mixed        | 1     | Dennis Lens / Nicole van Hooren |
| 2001      | Niederlande: Einzelmeisterschaften              | Herrendoppel | 1     | Quinten van Dalm / Dennis Lens |
| 2002      | Austrian International                          | Mixed        | 1     | Dennis Lens / Johanna Persson |
| 2002/2003 | Deutsche Mannschaftsmeisterschaft               | Mannschaft   | 3     | VfB Friedrichshafen (Niels Christian Kaldau, Lars Paaske, Björn Siegemund, Ingo Kindervater, Dennis Lens, Michael Fuchs, Peter Weinert, Falko Schmidt, Xu Huaiwen, Nicol Pitro, Claudia Vogelgsang, Bettina Mayer) |
| 2003      | Niederlande: Einzelmeisterschaften              | Herrendoppel | 1     | Dennis Lens / Joéli Residay |
| 2005      | Niederlande: Einzelmeisterschaften              | Herrendoppel | 1     | Dennis Lens / Joéli Residay |